# Jürgen Mack

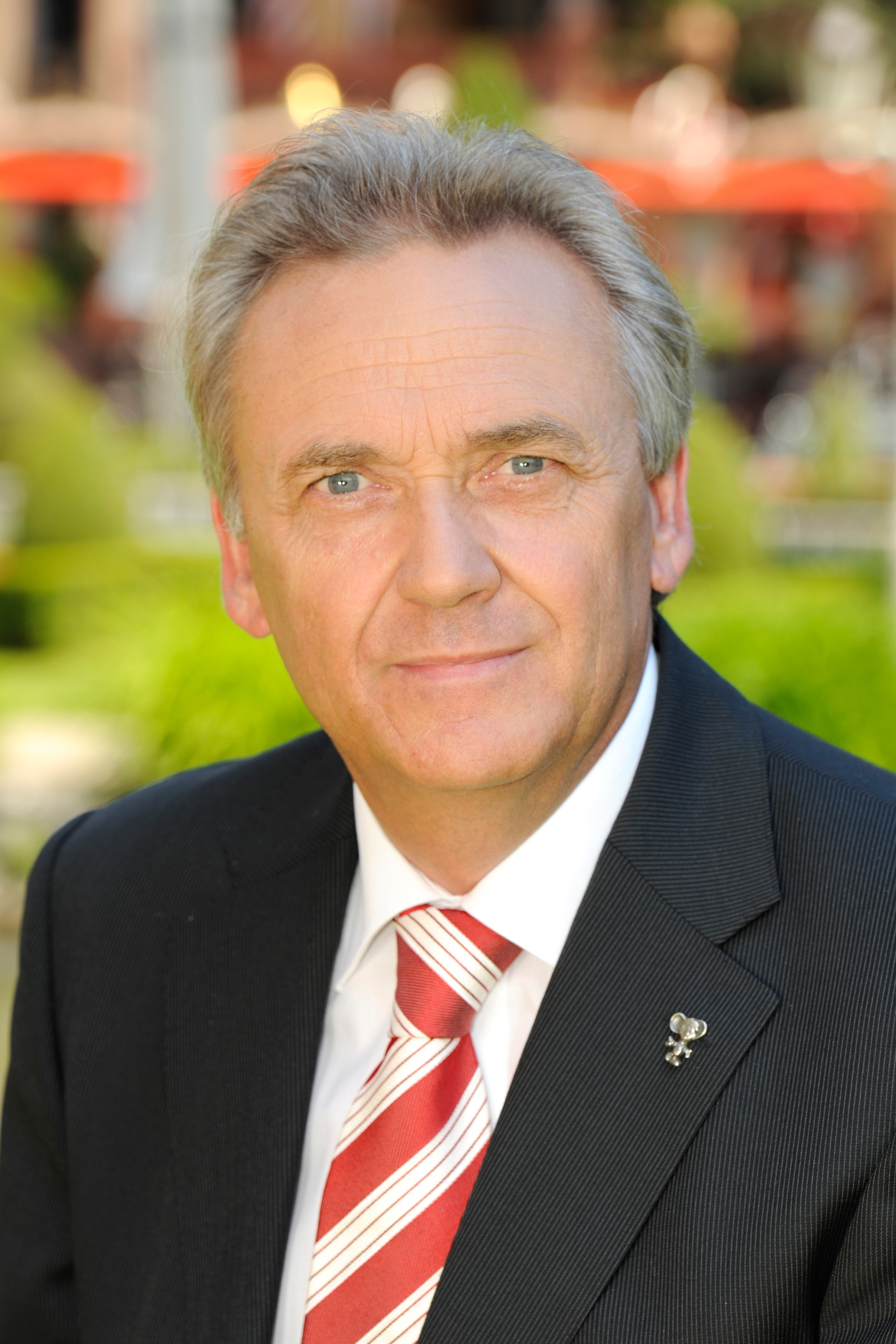
Jürgen Mack (2016)

Jürgen Mack (* 3. Juni 1958 in Freiburg im Breisgau) ist ein deutscher Unternehmer.

## Leben
Jürgen Mack wurde als zweiter Sohn von Liesel und Franz Mack geboren. Er wuchs gemeinsam mit seinem Bruder Roland in Waldkirch auf, wo er auch sein Abitur ablegte. Anschließend studierte er von 1978 bis 1986 an der Universität Karlsruhe, die er als Diplomingenieur der Fachrichtung Wirtschaftsingenieurwesen abschloss.
Nach Abschluss seines Studiums 1986 wurde Jürgen Mack neben seinem Vater Franz und seinem Bruder Roland Gesellschafter im Europa-Park. Darüber hinaus ist er auch Gesellschafter von Mack Rides in Waldkirch.
Jürgen Mack leitet gemeinsam mit seinem Bruder Roland Mack als geschäftsführender Gesellschafter  den Europa-Park in Rust.
Er ist mit Mauritia Mack verheiratet, hat einen Sohn (Frederik) und eine Tochter (Alexia).
Jürgen Mack engagierte sich für das Sozialprojekt Wir helfen Afrika zur Fußball-Weltmeisterschaft 2010 in Südafrika, bei dem er als Stadtpate für die Stadt Karlsruhe fungierte.

## Auszeichnungen
- 2005: Bundesverdienstkreuz am Bande[1]
- 2008: Lorenz-Werthmann-Medaille der Caritas für sein soziales Engagement[2]
- 2011: Ehrenbürger von Sélestat  (Waldkirchs Partnerstadt)[3]
- 2015: Ehrenmedaille der Gemeinde Rust[4]
- 2022: Chevalier dans l’ordre des Palmes académiques[5]